# 波札那簽證政策
外國公民入境 前必須取得签证，除享有豁免簽證資格的國家的公民外。

## 分布地圖

博茨瓦纳
免签
电子签

## 免簽證
下列103個國家和地區护照持有者無需簽證即可入境波札那，每12個月內最多可停留90天：
| - 所有欧盟公民 \| - 安哥拉 - 安地卡及巴布達 - 阿根廷 - 巴哈马 - 巴林 - 巴西 - 加拿大 - 智利 - 古巴 - 多米尼克 - 格瑞那達 \| - 聖座 - 香港 - 冰島 - 以色列 - 牙买加 - 日本 - 基里巴斯 - 科威特 - 賴索托 - 列支敦斯登 - 马拉维 - 马来西亚 - 馬爾地夫 - 模里西斯 - 墨西哥 - 摩納哥 \| - 莫桑比克 - 纳米比亚 - 瑙鲁 - 新西兰 - 挪威 - 阿曼 - 巴拉圭 - 秘魯 - 俄羅斯 - 萨摩亚 - 圣基茨和尼维斯 - 圣卢西亚 - 圣马力诺 - 沙烏地阿拉伯 - 塞舌尔 \| - 新加坡 - 所罗门群岛 - 南非 - 南蘇丹 - 瑞士 - 坦桑尼亚 - 千里達及托巴哥 - 土耳其 - 乌干达 - 阿联酋 - 英国 - 美国 - 乌拉圭 - 委內瑞拉 - 尚比亞 - 辛巴威 \| \| | | | |  |
| - 安哥拉 - 安地卡及巴布達 - 阿根廷 - 巴哈马 - 巴林 - 巴西 - 加拿大 - 智利 - 古巴 - 多米尼克 - 格瑞那達 | - 聖座 - 香港 - 冰島 - 以色列 - 牙买加 - 日本 - 基里巴斯 - 科威特 - 賴索托 - 列支敦斯登 - 马拉维 - 马来西亚 - 馬爾地夫 - 模里西斯 - 墨西哥 - 摩納哥 | - 莫桑比克 - 纳米比亚 - 瑙鲁 - 新西兰 - 挪威 - 阿曼 - 巴拉圭 - 秘魯 - 俄羅斯 - 萨摩亚 - 圣基茨和尼维斯 - 圣卢西亚 - 圣马力诺 - 沙烏地阿拉伯 - 塞舌尔 | - 新加坡 - 所罗门群岛 - 南非 - 南蘇丹 - 瑞士 - 坦桑尼亚 - 千里達及托巴哥 - 土耳其 - 乌干达 - 阿联酋 - 英国 - 美国 - 乌拉圭 - 委內瑞拉 - 尚比亞 - 辛巴威 |  |

| - 安哥拉 - 安地卡及巴布達 - 阿根廷 - 巴哈马 - 巴林 - 巴西 - 加拿大 - 智利 - 古巴 - 多米尼克 - 格瑞那達 | - 聖座 - 香港 - 冰島 - 以色列 - 牙买加 - 日本 - 基里巴斯 - 科威特 - 賴索托 - 列支敦斯登 - 马拉维 - 马来西亚 - 馬爾地夫 - 模里西斯 - 墨西哥 - 摩納哥 | - 莫桑比克 - 纳米比亚 - 瑙鲁 - 新西兰 - 挪威 - 阿曼 - 巴拉圭 - 秘魯 - 俄羅斯 - 萨摩亚 - 圣基茨和尼维斯 - 圣卢西亚 - 圣马力诺 - 沙烏地阿拉伯 - 塞舌尔 | - 新加坡 - 所罗门群岛 - 南非 - 南蘇丹 - 瑞士 - 坦桑尼亚 - 千里達及托巴哥 - 土耳其 - 乌干达 - 阿联酋 - 英国 - 美国 - 乌拉圭 - 委內瑞拉 - 尚比亞 - 辛巴威 |  |

所有入境旅客的护照均須有6個月以上有效期。
巴林、中国、马来西亚（90 天）、新加坡（90 天）和印度外交护照的持有人在 30 天内无需签证即可进入博茨瓦纳（除非另有说明）。
博茨瓦纳和纳米比亚于 2023 年 2 月签署了一项协议，允许公民仅使用身份证在两国之间旅行，不再需要护照。 博茨瓦纳已与津巴布韦举行了谈判以达成类似协议，并希望与赞比亚展开谈判。

## 落地签
2018年11月15日，博茨瓦纳政府宣布，访客将能够在2018年11月24日起获得落地签。该计划于2018年11月27日暂停执行。对印度人的落地签于 2019 年正式实施。

## 电子签
2021 年 8 月 12 日，博茨瓦纳推出了电子签证系统，所有需要事先签证的国家现在都有资格获得电子签证。
博茨瓦纳外交部表示，他们推出了电子签证系统，以促进该国的旅游业和商业。

## 访客数据
抵达博茨瓦纳的大多数访客来自以下国家：
| 国家     | 2016      | 2015      | 2014      | 2013      |
| -------- | --------- | --------- | --------- | --------- |
| 辛巴威   | 874,169   | 967,322   | 784,720   | 825,717   |
| 南非     | 759,564   | 808,118   | 600,387   | 742,639   |
| 尚比亞   | 220,649   | 202,289   | 188,351   | 331,799   |
| 纳米比亚 | 187,044   | 170,326   | 162,453   | 169,733   |
| 美国     | 52,171    | 49,451    | 49,961    | 139,752   |
| 英国     | 42,534    | 41,011    | 39,675    | 47,929    |
| 德国     | 35,288    | 32,230    | 34,576    | 43,674    |
| 印度     | 19,297    | 17,413    | 18,342    | 13,543    |
| 賴索托   | 18,773    | 18,842    | 12,408    | 10,839    |
| 马拉维   | 17,102    | 20,607    | 15,175    | 17,386    |
| 总       | 2,401,786 | 2,501,616 | 2,082,521 | 2,598,158 |